# Central Butte
Central Butte is een plaats (town) in de Canadese provincie Saskatchewan en telt 439 inwoners (2001).